# Harry Lilja
Lars Harry Lilja, född 21 september 1931 i Göteborg, är en svensk formgivare. 
Lilja utexaminerades från Högre konstindustriella skolan i Göteborg 1955, erhöll gesällbrev i silversmide 1955 var verksam som formgivare vid AB Volvo Göteborgsverken från 1955. Han har varit medlem av Göteborgs konsthantverkare och Konstindustriföreningen (KIF).